# Felice di Urgell

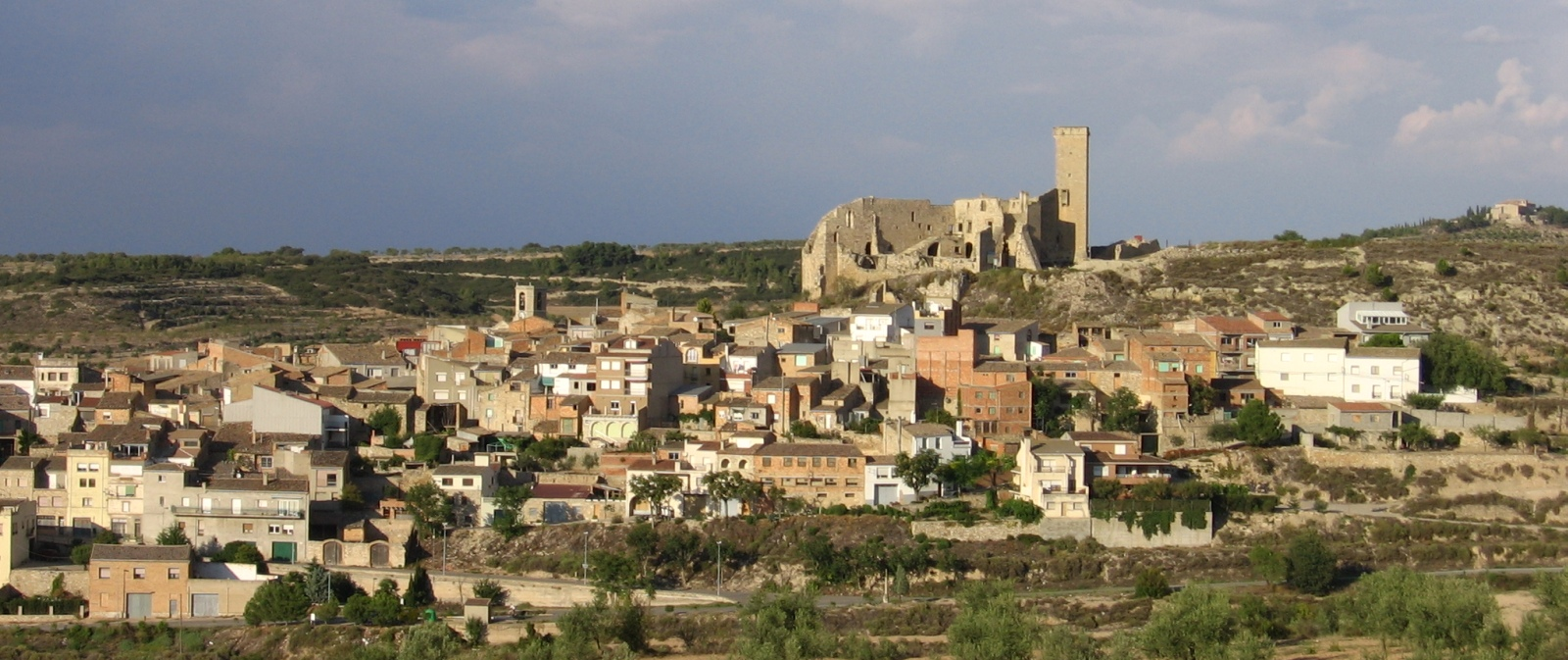
Urgell in Catalogna

Felice di Urgell (VIII secolo – Lione, 818) è stato un vescovo spagnolo, dal 783 al 792 vescovo di Urgell, diocesi pirenaica della Catalogna rimasta sotto la dominazione franca anche dopo l'invasione araba della penisola iberica.

## Biografia
Fu coinvolto da Elipando, vescovo di Toledo, nella polemica adozionista. Il vescovo di Toledo aveva scritto una professione di fede nel 784 a Siviglia, dove affermava che Cristo era vero figlio di Dio solo nella sua natura divina, mentre nella sua natura umana era figlio di Dio solo per adozione: da qui il termine eresia adozionista.
Elipando chiede a Felice, stimato teologo del tempo, di prendere posizione su questo tema. Felice sottoscrisse l'eresia, trovando che vi erano in alcuni passi dei Padri della Chiesa e nella liturgia mozarabica termini come homo adoptivus o adoptatus, in riferimento alla figura del Cristo.
La sua presa di posizione e la sua autorità fecero sì che questa eresia venne anche chiamata con il suo nome (eresia feliciana).

Su questa tematica si convocò un Concilio a Ratisbona nel 792 dove Felice abiurò alle sue idee. Tornato in Spagna, ritrattò tutto.
L'imperatore Carlo Magno, che non tollerava disordini nei suoi territori, convocò allora un altro sinodo a Francoforte nel 794. Anche in questa occasione, le idee di Felice ed Elipando furono condannate. L'imperatore scrisse di persona ai due vescovi, esortandoli a rinunciare alle loro teorie.
Il vescovo di Urgell non solo non si sottomise ma rincarò la dose, chiamando Gesù Cristo Deus nuncipativus (Dio per denominazione). Carlo Magno, informato della posizione dei vescovi ribelli, fece intervenire il teologo di corte, Alcuino di York, allora abate di Tours.
L'abate coinvolse i vescovi Paolino di Aquileia, Richibodo di Treviri e Teodulfo di Orléans, che chiesero al papa, appena eletto, Leone III di condannare le idee di Felice. Questo venne fatto in un sinodo tenuto a Cividale del Friuli nel 795. Paolino di Aquileia per l'occasione scrisse due opere: il Libellus sacrosyllabus contra Elipandum ed i Libri tres contra Felicem.
Anche questa nuova presa di posizione della chiesa ufficiale non sortì cambiamenti nei lontani vescovadi di occidente. Fu molto più efficace la missione di San Benedetto d'Aniane che si recò in Spagna e riuscì a riportare molti chierici e credenti all'ortodossia.
Alcuino di York (morto nell'804) fu il vero paladino dell'ortodossia: scrisse il Libellus adversus Felicis haeresim e lo indirizzò a Benedetto di Aniane perché lo facesse pervenire ai monasteri della Linguadoca. Anche Benedetto scrisse tre trattati contro l'adozionismo e molte lettere di cui ce ne sono rimaste soltanto tre.
Un nuovo concilio ad Aquisgrana venne indetto nel 799 e Felice ed Alcuino ebbero modo di disputare la questione. Il risultato fu una nuova abiura da parte del vescovo spagnolo, ma questa volta l'imperatore non si fidò più e confinò il prelato presso la diocesi di Lione dove morì nell'818.